# Будище (Черкасский район)

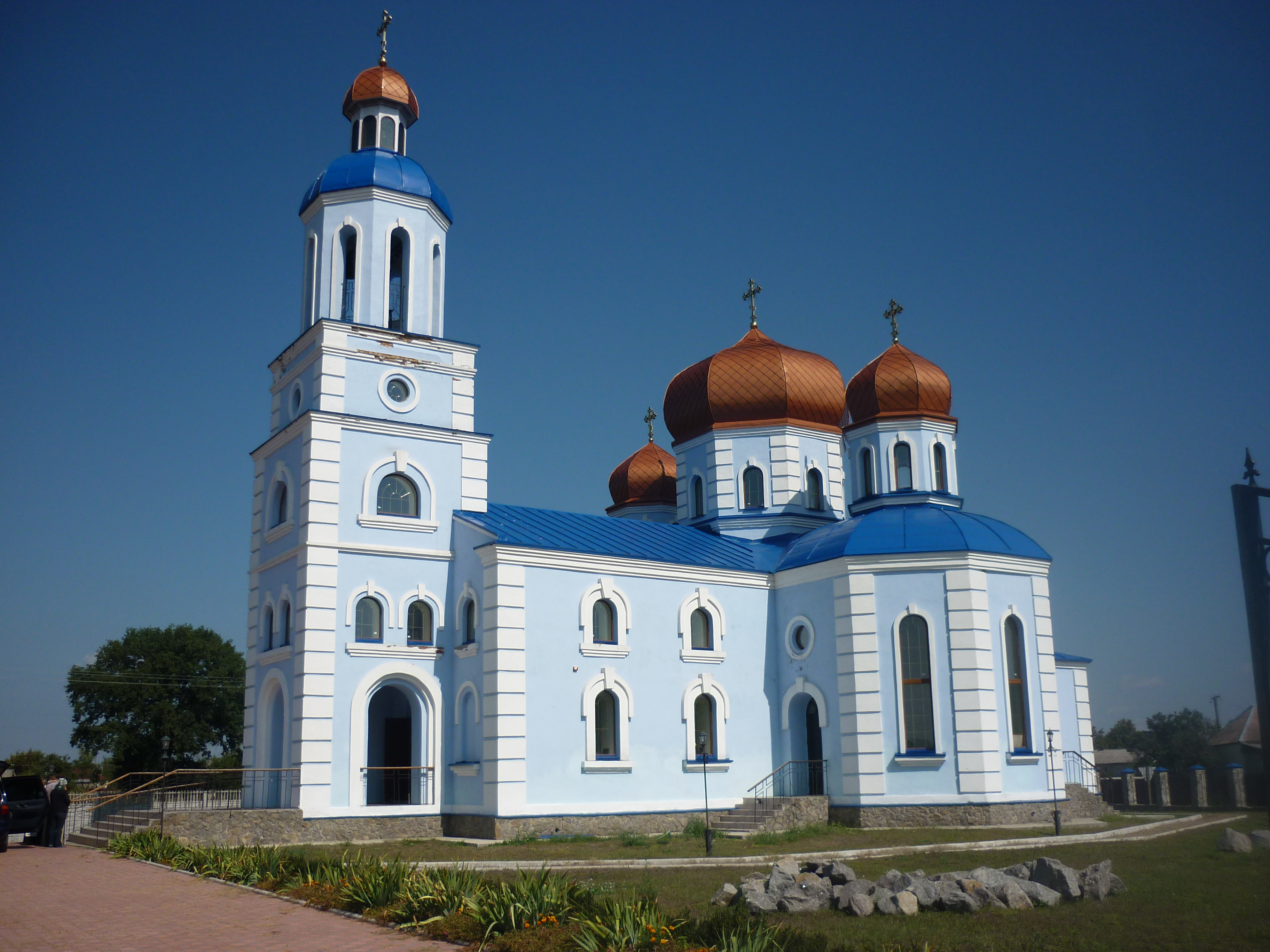
Церковь Иоанна Богослова в селе Будище

Бу́дище (укр. Бу́дище) — село в Черкасском районе Черкасской области Украины, центр сельского совета. Село расположено в 25 километрах от города Черкассы, который является административным центром соответствующих района и области, и в 4 км от реки Днепр.

## Население
Население по переписи 2001 года составляло 1 735 человек.

### Языковой состав
Согласно данным переписи 2001 года, подавляющее большинство жителей Будища (96,71 %) назвали своим родным языком украинский:
| Язык       | Численность, чел. | Доля, % |
| ---------- | ----------------- | ------- |
| Украинский | 1 678             | 96,71   |
| Русский    | 46                | 2,65    |
| Другое     | 11                | 0,64    |
| Итого      | 1 735             | 100,00  |

## История
В июле 1995 года Кабинет министров Украины утвердил решение о приватизации имущества находившегося здесь птицеводческого совхоза (преобразованного в коллективную арендную организацию).
В 2004 году в центре села началось строительство трёхкупольной церкви Иоанна Богослова с трёхъярусной колокольней; в 2009 году оно было завершено, и храм вступил в действие.

## Местный совет
19620, Черкасская обл., Черкасский р-н, с. Будище, ул. 30-летия Победы, 42.

## Известные жители
- Уроженцем села Будище является советский архитектор Михаил Гречи́на (11.04.1902—21.06.1979), по проектам которого возведен ряд крупных спортивных объектов, в том числе стадион «Динамо», Центральный стадион и Дворец спорта в Киеве; гостиница «Русь», многочисленные жилые дома, экспериментальный жилой массив и др.
- С 1990 года в селе жил и работал художник-график, экспрессионист, представитель украинского нонконформистского движения, черкасчанин Эдуард Гудзенко (27.04.1938—29.08.2006). Здесь он написал свою последнюю карину «Аллея покоя», здесь умер и похоронен.